# Neonemateri
El neonemateri (Neonematherium flabellatum) és una espècie extinta de mamífer pilós de la família dels milodòntids que visqué a Sud-amèrica durant el Miocè mitjà, fa entre 11 i 13,8 milions d'anys. Se n'han trobat restes fòssils a Colòmbia, incloent-hi el jaciment de La Venta. Es tracta de l'única espècie del gènere Neonematherium i un dels representants més antics que es coneixen de la seva família. El nom genèric Neonematherium significa ‘nou Nematherium’, mentre que el nom específic flabellatum significa ‘flabel·lat’.